# Sailor Moon R – Czarodziejka z Księżyca: Film kinowy
Sailor Moon R: The Movie (jap. 劇場版 美少女戦士セーラームーンＲ Gekijōban Bishōjo Senshi Sērā Mūn Āru) – jeden z trzech filmów pełnometrażowych z serii Sailor Moon. Angielska nazwa tego filmu to Sailor Moon R the Movie: Promise of the Rose. Emitowany jako jedyny odcinek pełnometrażowy w telewizji Polsat.
Film został wydany dwukrotnie w Polsce; w 1998 r. na kasecie VHS przez Planet Manga, i 7 sierpnia 2015 r. na DVD przez wydawnictwo Anime Eden.

## Fabuła
Głównym bohaterem filmu jest Mamoru Chiba. Fiore, przyjaciel Mamoru z dzieciństwa, powraca na Ziemię z kwiatem, którego obiecał niegdyś swojemu przyjacielowi. Niestety zły kwiat, Kisenian, przejmuje kontrolę nad słabym umysłem Fiore i zmusza go do rozsiewania złowrogich kwiatów na całej Ziemi, dzięki czemu mogą one pobierać energię od ludzi. Podczas walki, którą Fiore toczy z Usagi, Mamoru zostaje ranny. Wówczas Fiore porywa Tuxedo, skłaniając tym samym wojowniczki do wyruszenia mu na pomoc.

## Dubbing japoński
Lista dubbingowanych postaci:
- Kotono Mitsuishi jako Usagi Tsukino / Sailor Moon/Księżniczka Serenity
- Kae Araki jako Chibiusa / Sailor Chibi Moon
- Aya Hisakawa jako Ami Mizuno / Sailor Mercury
- Emi Shinohara jako Makoto Kino / Sailor Jupiter
- Michie Tomizawa jako Rei Hino / Sailor Mars
- Rika Fukami jako Minako Aino / Sailor Venus
- Tōru Furuya jako Mamoru Chiba / Tuxedo Kamen
- Keiko Han jako Luna
- Yasuhiro Takato jako Artemis
- Hikaru Midorikawa jako Fiore
- Yumi Tōma jako Kisenian

## Wersja polska
Pełna ekipa techniczna i obsada wersji polskiej filmu, która powstała na potrzeby wydania DVD z 2015 roku:
Dystrybucja w Polsce: Romwer

Opracowanie i udźwiękowienie wersji polskiej: na zlecenie Anime Eden – Studio Sonica – 2015 rok

Reżyseria: Leszek Zduń

Tłumaczenie: Agnieszka Budzich

Dialogi: Kamil Pozorski

Dźwięk i montaż: Maciej Sapiński

Opieka artystyczna: Dariusz Kosmowski

Kierownictwo produkcji: Dorota Furtak-Masica

Udział wzięli:
- Aleksandra Kowalicka – Usagi Tsukino
- Maksymilian Bogumił – Mamoru Chiba
- Przemysław Stippa – Fiore
- Zuzanna Galia – Ami Mizuno
- Jagoda Stach – Rei Hino
- Katarzyna Owczarz – Makoto Kino
- Julia Kołakowska-Bytner – Minako Aino
- Alicja Kozieja – Chibiusa

W pozostałych rolach:
- Olaf Marchwicki – Mały Mamoru
- Mateusz Ceran – Mały Fiore
- Krzysztof Plewako-Szczerbiński – reporter
- Tomasz Steciuk – Artemis
- Magdalena Krylik – Luna
- Tomasz Błasiak – lekarz
- Dorota Furtak-Masica
- Agnieszka Kudelska
- Angelika Olszewska
- Monika Pikuła
- Leszek Zduń
- Joanna Pach-Żbikowska – kwiat Xenian
- Ewa Jakubowicz

oraz:
- Dariusz Kosmowski – uczeń

Czytała: Danuta Stachyra